# Меречинеле
Меречинеле (рум. Mărăcinele) — село у повіті Долж в Румунії. Входить до складу комуни Перішор.
Село розташоване на відстані 208 км на захід від Бухареста, 29 км на південний захід від Крайови.

## Населення
За даними перепису населення 2002 року у селі проживала 301 особа, усі — румуни. Усі жителі села рідною мовою назвали румунську.